# Мацуи, Юсэй
Юсэй Мацуи (яп. 松井 優征 Мацуи Ю:сэй, род. 31 марта 1979 года в г. Ирума, преф. Сайтама, Япония) — японский мангака. Самые известные работы — Neuro: Supernatural Detective, Assassination Classroom.

## Биография
Родился 31 января в Ируме, префектура Сайтама, в Японии. Был ассистентом Ёсио Саваи, мангаки Bobobo-bo Bo-bobo. Озвучил мангаку в 25 эпизоде аниме Neuro: Supernatural Detective.

## Список работ
- Neuro: Supernatural Detective (яп. 魔人探偵 脳噛ネウロ Мадзин тантэй Но:гами Нэуро, «Нейро Ногами, детектив из ада») (23 тома, издавалась в 2005–2009 гг в журнале Weekly Shonen Jump)
- Rikon Choutei (яп. 離婚調停 Рикон тё:тэй, «Посредник при разводе») (ваншот, издан в 2009 году в журнале JUMP SQ SUPREME, включен в 23 том Neuro: Supernatural Detective)
- Tokyo Depato Sensou Taikenki (яп. 東京デパート戦争体験記 То:кё дэпа:то сэнсо: тайкэн-ки, «Военная хроника токийских универмагов») (ваншот, издан в 2011 году в журнале Shonen Jump NEXT!)
- Assassination Classroom (яп. 暗殺教室 Ансацу кё:сицу, «Класс убийц») (21 том, издавалась в 2012–2016 гг в журнале Weekly Shonen Jump), также указан автором оригинала спин-офф манги Koro Sensei Quest Кидзуки Ватанабэ и Дзё Аото
- F-ken (яп. Fけん Эфу-кэн, «Меч фетишизма») (ваншот, издан в 2019 году в журнале Weekly Shonen Jump)
- Беглый самурай (яп. 逃げ上手の若君 Нигэ дзё:дзу но вакагими) (14 томов, издаётся с 2021 г в журнале Weekly Shonen Jump)